# Mortain-Bocage
Mortain-Bocage es una comuna nueva francesa situada en el departamento de Mancha, de la región de Normandía.

## Historia
Fue creada el 1 de enero de 2016, en aplicación de una resolución del prefecto de Mancha de 15 de diciembre de 2015 con la unión de las comunas de Bion, Mortain, Notre-Dame-du-Touchet, Saint-Jean-du-Corail y Villechien, pasando a estar el ayuntamiento en la antigua comuna de Mortain.

## Demografía
| Gráfica de evolución demográfica de Mortain-Bocage entre 1800 y 2013 |
|                                                                      |

Los datos entre 1800 y 2013 son el resultado de sumar los parciales de las cinco comunas que forman la nueva comuna de Mortain-Bocage, cuyos datos se han cogido de 1800 a 1999, para las comunas de Bion, Mortain, Notre-Dame-du-Touchet, Saint-Jean-du-Corail y Villechien de la página francesa EHESS/Cassini. Los demás datos se han cogido de la página del INSEE.

## Composición
| Comuna delegada       | Código INSEE | Población (2013) | Superficie (km²) | Densidad (hab./km²) |
| --------------------- | ------------ | ---------------- | ---------------- | ------------------- |
| Bion                  | 50056        | 397              | 12.67            | 31                  |
| Mortain               | 50359        | 1685             | 7.44             | 226                 |
| Notre-Dame-du-Touchet | 50381        | 632              | 17.65            | 36                  |
| Saint-Jean-du-Corail  | 50494        | 252              | 14.04            | 18                  |
| Villechien            | 50638        | 187              | 10.83            | 17                  |